# FIFA 100

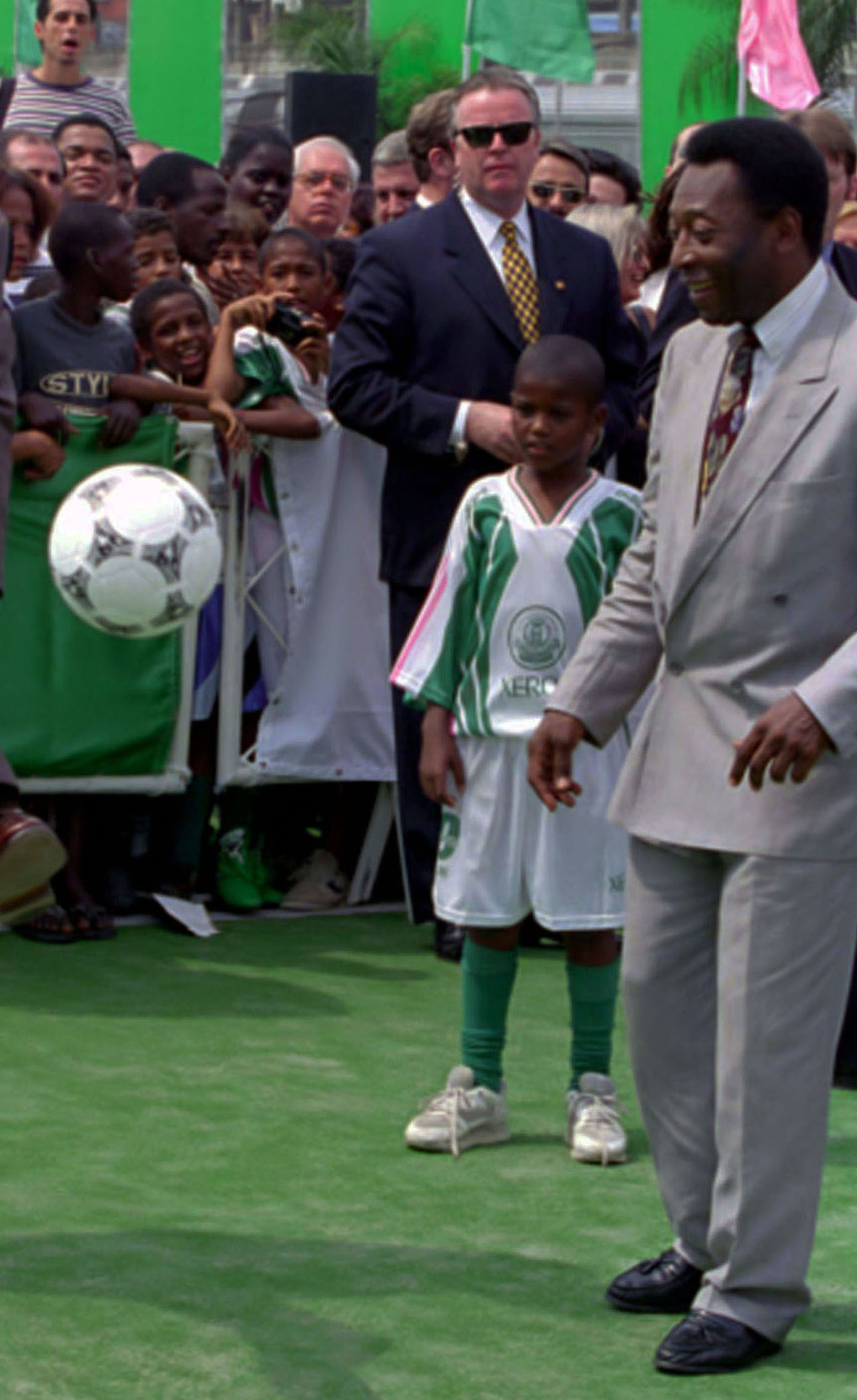
Pelé

FIFA 100 este o listă a renumitului atacant brazilian Pelé cu „cei mai buni fotbaliști în viață”, fiind făcută publică la data de 4 martie 2004 într-o ceremonie la Londra în care FIFA marca a 100-a aniversare de la fondarea Fédération Internationale de Football Association (FIFA), forul ce guvernează fotbalul la nivel mondial.
Numărul 100 se referă la a o suta aniversare a FIFA și nu la numărul de jucători (125 de jucători), Pelé fiind rugat să selecteze 50 de jucători activi și 50 de jucători ce se retrăseseră din activitate, pentru un total de 100 de jucători, dar i-a fost dificil să limiteze numărul de jucători retrași din activitate la numai 50. Lista conține 123 de fotbaliști și două fotbaliste. La data publicării listei FIFA 100 erau 50 de jucători activi, iar restul de 75 se retrăseseră din activitate.

## Critici
Observatori ai fenomenului fotbalistic au criticat metodologia folosită pentru alcătuirea listei, considerând că selecția s-a făcut mai întâi pe criterii politice și apoi pe baza celor fotbalistice.
Un fost coechipier al lui Pelé, mijlocașul Gérson, a rupt o copie a listei FIFA 100 la un show de televiziune brazilian, ca reacție la omisiunea numelui său din listă. Marco van Basten și Uwe Seeler au refuzat să participe la proiect din principiu.

## Lista
Lista următoare este lista „FIFA 100” cu „cei mai buni fotbaliști în viață” nominalizați de Pelé. 
- Jucători activi la data publicării listei sunt marcați cu (*).
- Jucători activi în prezent sunt trecuți cu caractere cursive.

| Jucător               | Poz. | Data nașterii |
| --------------------- | ---- | ------------- |
| Gabriel Batistuta*    | A    | 1969-02-01    |
| Hernán Crespo*        | A    | 1975-07-05    |
| Alfredo di Stéfano    | A    | 1926-07-04    |
| Mario Kempes          | A    | 1954-07-15    |
| Diego Maradona        | A    | 1960-10-30    |
| Daniel Passarella     | F    | 1953-05-25    |
| Javier Saviola*       | A    | 1981-12-11    |
| Omar Sivori           | A    | 1935-10-02    |
| Juan Sebastián Verón* | M    | 1975-03-09    |
| Javier Zanetti*       | F/M  | 1973-08-10    |

| Jucător             | Poz. | Data nașterii |
| ------------------- | ---- | ------------- |
| Jan Ceulemans       | M    | 1957-02-28    |
| Jean-Marie Pfaff    | P    | 1953-12-04    |
| Franky van der Elst | M    | 1961-04-30    |

| Jucător         | Poz. | Data nașterii |
| --------------- | ---- | ------------- |
| Carlos Alberto  | F    | 1944-07-17    |
| Cafu*           | F    | 1970-06-07    |
| Falcão          | M    | 1953-10-16    |
| Pelé            | A    | 1940-10-23    |
| Júnior          | M    | 1954-06-29    |
| Rivaldo*        | M    | 1972-04-19    |
| Rivelino        | M    | 1946-01-01    |
| Roberto Carlos* | F    | 1973-04-10    |
| Romário*        | A    | 1966-01-29    |
| Ronaldinho*     | M/A  | 1980-03-21    |
| Ronaldo*        | A    | 1976-09-18    |
| Djalma Santos   | F    | 1929-02-27    |
| Nílton Santos   | F    | 1927-05-16    |
| Sócrates        | M    | 1954-02-19    |
| Zico            | M/A  | 1953-03-03    |

| Jucător          | Poz. | Data nașterii |
| ---------------- | ---- | ------------- |
| Hristo Stoichkov | A    | 1966-02-08    |

| Jucător     | Poz. | Data nașterii |
| ----------- | ---- | ------------- |
| Roger Milla | A    | 1952-05-20    |

| Jucător        | Poz. | Data nașterii |
| -------------- | ---- | ------------- |
| Elías Figueroa | F    | 1946-10-25    |
| Iván Zamorano  | A    | 1967-01-18    |

| Jucător           | Poz. | Data nașterii |
| ----------------- | ---- | ------------- |
| Carlos Valderrama | M    | 1961-09-02    |

| Jucător        | Poz. | Data nașterii |
| -------------- | ---- | ------------- |
| Hong Myung-Bo* | F    | 1969-02-12    |

| Jucător     | Poz. | Data nașterii |
| ----------- | ---- | ------------- |
| Davor Šuker | A    | 1968-01-01    |

| Jucător        | Poz. | Data nașterii |
| -------------- | ---- | ------------- |
| Josef Masopust | M    | 1931-02-09    |
| Pavel Nedvěd*  | M    | 1972-08-30    |

| Jucător          | Poz. | Data nașterii |
| ---------------- | ---- | ------------- |
| Brian Laudrup    | A    | 1969-02-22    |
| Michael Laudrup  | M    | 1964-06-15    |
| Peter Schmeichel | P    | 1963-11-18    |

| Jucător        | Poz. | Data nașterii |
| -------------- | ---- | ------------- |
| Gordon Banks   | P    | 1937-12-30    |
| David Beckham* | M    | 1975-05-02    |
| Bobby Charlton | M    | 1937-10-11    |
| Kevin Keegan   | A    | 1951-02-14    |
| Gary Lineker   | A    | 1960-11-30    |
| Michael Owen*  | A    | 1979-12-14    |
| Alan Shearer*  | A    | 1970-08-13    |

| Jucător           | Poz. | Data nașterii |
| ----------------- | ---- | ------------- |
| Éric Cantona      | A    | 1966-05-24    |
| Marcel Desailly*  | F    | 1968-09-07    |
| Didier Deschamps  | M    | 1968-10-15    |
| Just Fontaine     | A    | 1933-08-18    |
| Thierry Henry*    | A    | 1977-08-17    |
| Raymond Kopa      | M    | 1931-10-31    |
| Jean-Pierre Papin | A    | 1963-11-05    |
| Robert Pirès*     | A    | 1973-10-29    |
| Michel Platini    | M    | 1955-06-21    |
| Lilian Thuram*    | F    | 1972-01-01    |
| Marius Trésor     | F    | 1950-01-15    |
| David Trézéguet*  | A    | 1977-10-15    |
| Patrick Vieira*   | M    | 1976-06-23    |
| Zinédine Zidane*  | M    | 1972-06-23    |

| Jucător               | Poz. | Data nașterii |
| --------------------- | ---- | ------------- |
| Michael Ballack*      | M    | 1976-09-26    |
| Franz Beckenbauer     | SW   | 1945-09-11    |
| Paul Breitner         | M    | 1951-09-05    |
| Oliver Kahn*          | P    | 1969-06-15    |
| Jürgen Klinsmann      | A    | 1964-07-30    |
| Sepp Maier            | P    | 1944-02-28    |
| Lothar Matthäus       | M    | 1961-03-21    |
| Gerd Müller           | A    | 1945-11-03    |
| Karl-Heinz Rummenigge | A    | 1955-09-25    |
| Uwe Seeler            | A    | 1936-11-05    |

| Jucător    | Poz. | Data nașterii |
| ---------- | ---- | ------------- |
| Abédi Pelé | A    | 1964-11-05    |

| Jucător       | Poz. | Data nașterii |
| ------------- | ---- | ------------- |
| Ferenc Puskás | A    | 1927-04-02    |

| Jucător    | Poz. | Data nașterii |
| ---------- | ---- | ------------- |
| Roy Keane* | M    | 1971-08-10    |

| Jucător               | Poz. | Data nașterii |
| --------------------- | ---- | ------------- |
| Roberto Baggio*       | A    | 1967-02-18    |
| Franco Baresi         | F    | 1960-05-08    |
| Giuseppe Bergomi      | F    | 1963-12-22    |
| Giampiero Boniperti   | A    | 1928-07-04    |
| Gianluigi Buffon*     | P    | 1978-01-28    |
| Alessandro Del Piero* | A    | 1974-11-09    |
| Giacinto Facchetti    | F    | 1942-07-18    |
| Paolo Maldini*        | F    | 1968-06-26    |
| Alessandro Nesta*     | F    | 1976-03-19    |
| Gianni Rivera         | M    | 1943-08-18    |
| Paolo Rossi           | A    | 1956-09-23    |
| Francesco Totti*      | A    | 1976-09-27    |
| Christian Vieri*      | A    | 1973-07-12    |
| Dino Zoff             | P    | 1942-02-28    |

| Jucător           | Poz. | Data nașterii |
| ----------------- | ---- | ------------- |
| Hidetoshi Nakata* | M    | 1977-01-22    |

| Jucător     | Poz. | Data nașterii |
| ----------- | ---- | ------------- |
| George Weah | A    | 1966-10-01    |

| Jucător      | Poz. | Data nașterii |
| ------------ | ---- | ------------- |
| Hugo Sánchez | A    | 1958-07-11    |

| Jucător              | Poz. | Data nașterii |
| -------------------- | ---- | ------------- |
| Marco van Basten     | A    | 1964-10-31    |
| Dennis Bergkamp*     | A    | 1969-05-10    |
| Johan Cruyff         | A    | 1947-04-25    |
| Edgar Davids*        | M    | 1973-03-13    |
| Ruud Gullit          | M    | 1962-09-01    |
| René van de Kerkhof  | M    | 1951-09-16    |
| Willy van de Kerkhof | M    | 1951-09-16    |
| Patrick Kluivert*    | A    | 1976-07-01    |
| Johan Neeskens       | M    | 1951-09-15    |
| Ruud van Nistelrooy* | A    | 1976-07-01    |
| Rob Rensenbrink      | A    | 1947-07-03    |
| Frank Rijkaard       | M    | 1962-09-30    |
| Clarence Seedorf*    | M    | 1976-04-01    |

| Jucător         | Poz. | Data nașterii |
| --------------- | ---- | ------------- |
| Jay-Jay Okocha* | M    | 1973-08-14    |

| Jucător     | Poz. | Data nașterii |
| ----------- | ---- | ------------- |
| George Best | M    | 1946-05-22    |

| Jucător  | Poz. | Data nașterii |
| -------- | ---- | ------------- |
| Romerito | A    | 1960-08-28    |

| Jucător          | Poz. | Data nașterii |
| ---------------- | ---- | ------------- |
| Teófilo Cubillas | A    | 1949-03-08    |

| Jucător         | Poz. | Data nașterii |
| --------------- | ---- | ------------- |
| Zbigniew Boniek | M    | 1956-03-03    |

| Jucător    | Poz. | Data nașterii |
| ---------- | ---- | ------------- |
| Eusébio    | A    | 1942-01-25    |
| Luís Figo* | M    | 1972-11-04    |
| Rui Costa* | M    | 1972-03-29    |

| Jucător       | Poz. | Data nașterii |
| ------------- | ---- | ------------- |
| Gheorghe Hagi | M    | 1965-02-05    |

| Jucător       | Poz. | Data nașterii |
| ------------- | ---- | ------------- |
| Rinat Dasayev | P    | 1957-06-13    |

| Jucător        | Poz. | Data nașterii |
| -------------- | ---- | ------------- |
| Kenny Dalglish | A    | 1951-03-04    |

| Jucător         | Poz. | Data nașterii |
| --------------- | ---- | ------------- |
| El Hadji Diouf* | A    | 1981-01-15    |

| Jucător           | Poz. | Data nașterii |
| ----------------- | ---- | ------------- |
| Emilio Butragueño | A    | 1963-07-22    |
| Luis Enrique*     | M    | 1970-05-08    |
| Raúl*             | A    | 1977-06-27    |

| Jucător         | Poz. | Data nașterii |
| --------------- | ---- | ------------- |
| Rüştü Reçber*   | P    | 1973-05-10    |
| Emre Belözoğlu* | M    | 1980-07-09    |

| Jucător            | Poz. | Data nașterii |
| ------------------ | ---- | ------------- |
| Andriy Shevchenko* | A    | 1976-09-29    |

| Jucător          | Poz. | Data nașterii |
| ---------------- | ---- | ------------- |
| Enzo Francescoli | A    | 1961-11-12    |

| Jucător        | Poz. | Data nașterii |
| -------------- | ---- | ------------- |
| Michelle Akers | M    | 1966-02-01    |
| Mia Hamm       | A    | 1972-03-17    |